# Hagen Kunze
Hagen Kunze (* 1973) ist ein deutscher Publizist, Musikkritiker und Dramaturg.

## Leben
Hagen Kunze entstammt einer Pfarrersfamilie; er lernte früh Klavier spielen. Er besuchte die Spezialschule für Musikerziehung in Zwickau und studierte Musikwissenschaften, Journalistik und Philosophie in Leipzig, Graz und Halle (Saale). Anschließend war er als freiberuflicher Publizist und Musikkritiker sowie Kirchenmusiker tätig.
Von 2000 bis 2004 Kunze war Redakteur und später Redaktionsleiter der Döbelner Allgemeinen Zeitung – Leipziger Volkszeitung. Daran schloss sich eine Tätigkeit als Persönlicher Referent des sächsischen CDU-Europaabgeordneten Lutz Goepel an. Von 2008 bis 2012 agierte er als Chefdramaturg des Mittelsächsischen Theaters in Freiberg/Döbeln. Schwerpunkt seiner Tätigkeit ist mittlerweile die Musikvermittlung: 2011/12 wirkte er als Lehrer am Gymnasium Döbeln. Seit 2013 unterrichtet er Musik, Geschichte und Darstellendes Spiel an der Evangelischen Oberschule Lunzenau. Zudem hält er Konzerteinführungen und schreibt Programmhefte für Konzertveranstalter und Festivals in ganz Europa – beispielsweise für das Gewandhaus Leipzig, die Staatskapelle Dresden, die Philharmonie Luxembourg und die Osterfestspiele Salzburg.
Parallel entwickelte Kunze eine rege Publikationstätigkeit als Musikjournalist für Tageszeitungen, Zeitschriften, Publikums- und Fachmagazine, u. a. für Crescendo, die Neue Musikzeitung, Spiegel Online und das Gewandhaus-Magazin. Er ist Autor von mehreren Büchern zu musikalischen und historischen Themen. Zu seinen maßgeblichen Publikationen zählen Bücher über den Thomanerchor, den Opernchor Leipzig und über die Musikgeschichte der Stadt Leipzig.
Kunze ist verheiratet und Vater von drei Kindern.

## Werke
- Das kleine Bach-Büchlein: ein Gespräch mit Johann Sebastian Bach. Minibibliothek, Buchverlag für die Frau, Leipzig 2000.
- Lobgesang: Mendelssohn in Leipzig. Lehmanns Media, Berlin 2009.
- Clara & Robert Schumann: Musik und Liebe. Minibibliothek, Buchverlag für die Frau, Leipzig 2009.
- Musikalischer Stadtrundgang durch Leipzig. Minibibliothek, Buchverlag für die Frau, Leipzig 2012.
- Musenkuss: Richard Wagner und die Frauen. Minibibliothek, Buchverlag für die Frau, Leipzig 2013.
- Der Thomanerchor Leipzig zwischen 1928 und 1950: Umbrüche: Erinnerungen und Dokumente. CD-Beilage mit frühesten Schallaufnahmen des Thomanerchores seit 1928. Edition Thomanerchor Bd. 1. Querstand, Altenburg 2013 (Hrsg. mit Steffen Lieberwirth).
- Der Thomanerchor Leipzig in frühesten Filmdokumenten. Zwischen Tradition und Moderne. DVD mit Filmdokumenten des Thomanerchores von 1941, 1942 und 2012. Edition Thomanerchor, Bd. 2. Querstand, Altenburg 2013 (Hrsg. mit Stefan Altner und Günter Atteln)
- Das Thomaner-Büchlein. Minibibliothek, Buchverlag für die Frau, Leipzig 2014.
- Große Sachsen. Minibibliothek, Buchverlag für die Frau, Leipzig 2015.
- Die Geheimnisse der Familie Bach. Minibibliothek, Buchverlag für die Frau, Leipzig 2015.
- Wunderkinder. Minibibliothek, Buchverlag für die Frau, Leipzig 2016.
- 200 Jahre Opernchor Leipzig. Verlag Klaus-Jürgen Kamprad, Altenburg 2017. (Hrsg.)
- Große Thüringer. Minibibliothek, Buchverlag für die Frau, Leipzig 2017.
- Spioninnen: Mata Hari und andere Frauen in geheimer Mission. Buchverlag für die Frau, Leipzig 2017.
- Gin. Minibibliothek, Buchverlag für die Frau, Leipzig 2018.
- Leonardo da Vinci. Minibibliothek, Buchverlag für die Frau, Leipzig 2019.
- Beethoven und die Liebe. Minibibliothek, Buchverlag für die Frau, Leipzig 2019.
- Gesang vom Leben: Biografie der Musikmetropole Leipzig. Seemann-Henschel, Leipzig 2021.
- Literarischer Stadtrundgang durch Leipzig. Minibibliothek. Buchverlag für die Frau, Leipzig 2021.